# Acalypha helenae
Acalypha helenae är en törelväxtart som beskrevs av Buscal. och Reinhold Conrad Muschler. Acalypha helenae ingår i släktet akalyfor, och familjen törelväxter. Inga underarter finns listade i Catalogue of Life.